# Louis Otho Williams
Louis Otho Williams (né le 16 décembre 1908 à Jackson et mort le 7 janvier 1991 à Rogers) est un botaniste américain.

## Biographie
Williams a beaucoup travaillé sur les orchidées.